# Era Pós-Genômica
Em genômica, a era pós-genômica (português brasileiro) ou pós-genómica (português europeu) refere-se ao período de tempo após a conclusão do Projeto Genoma Humano até os dias atuais. O nome refere-se ao fato de que a epistemologia genética da ciência contemporânea progrediu além da visão centrada no gene da era genômica anterior. É definido pela ampla disponibilidade tanto da sequência do genoma humano quanto dos genomas completos de muitos organismos modelo.
A era pós-genômica é caracterizada por uma mudança de paradigma, na qual novas pesquisas genéticas derrubaram muitos dogmas sobre a maneira como os genes influenciam os fenótipos, assim como sobre a própria definição de "gene". Isso inclui a criação da disciplina de genômica funcional, que analisa genomas inteiros de organismos e, a partir disso, analisa funções de genes e proteínas. Também envolve grandes mudanças na forma como pesquisas científicas são conduzidas e seus resultados divulgados, com iniciativas de ciência aberta permitindo que a criação de conhecimento ocorra fora do ambiente tradicional, o laboratório. Isso levou a um amplo debate sobre se a melhor maneira de conduzir pesquisas genômicas é em pequena ou grande escala.
Logo depois que os primeiros resultados do Projeto Genoma Humano foram anunciados, em 2000, os pesquisadores previram que esses resultados levariam a um tratamento individualizado e diagnósticos mais precisos para doenças humanas. Mais recentemente, pesquisadores sugeriram que a forma como as doenças humanas são classificadas precisa ser atualizada, levando em conta os resultados do PGH.